# Gecarcoidea
A Gecarcoidea a rövidfarkú rákok (Brachyura) közé sorolt a földi rákok (Gecarcinidae) családjának névadó neme két fajjal. Ezek közül a vörös rák (Gecarcoidea natalis) kizárólag az Indiai-óceánban, Jávától 350 km-rel délre levő Karácsony-szigeten fordul elő (de ott tömegesen), a Gecarcoidea lalandii pedig az Andamán-szigeteken és attól keletre.